# 최규옥
최규옥(崔圭鈺 1901년 2월 26일~1978년 4월 9일)은 대한민국의 정치인, 행정가이다. 초대, 제4대 국회의원과 도지사, 장관 등을 역임하였다. 본관은 전주이다.

## 학력
- 강원도 양구공립보통학교 졸업
- 경성 보성고등보통학교 졸업
- 경성 보성전문학교 졸업
- 경성의학전문학교 졸업(내과 전공)
- 대한민국 국방대학교 행정학사 1기 졸업(1956년)

## 주요 약력
- 부산시립병원 의원
- 강원도 공의(公醫) 임명
- 강원도의사회 회장
- 신탁통치반대위원회 위원
- 대한독립촉성국민회 강원도 부지부장, 춘천시 위원장
- 대한민족대표자대회 대의원 겸 상임위원
- 전국선거대책위원회 상임위원
- 강원도지사, 농림부장관
- 1945년 12월 28일 모스크바 삼상회의를 통해 신탁통치안이 결정되자, 김우종(金宇鍾), 박승하와 함께 신탁통치반대 강원도위원회를 춘천에서 결성하였다.[1]
- 정계에서 은퇴한 후에는 병원을 차렸다.[2]

## 역대 선거 결과
|  | 63.69% |

|  | 51.04% |

## 참고 자료
- 《대한민국 의정총람》, 국회의원총람발간위원회, 1994년
- 최규옥 - 대한민국헌정회

| 전임 양성봉 | 제3대 강원도지사 1949년 11월 17일 ~ 1954년 7월 16일 | 후임 최헌길 |

| 전임 윤건중 | 제10대 농림부 장관 1954년 6월 30일 ~ 1955년 2월 15일 | 후임 임철호 |